# 新闻报 (意大利)
《新闻报》（義大利語：La Stampa）是義大利於1867年創辦的日報，是義大利最古老的報紙之一。

## 外部連結
- 官方网站